# Бомбосховище

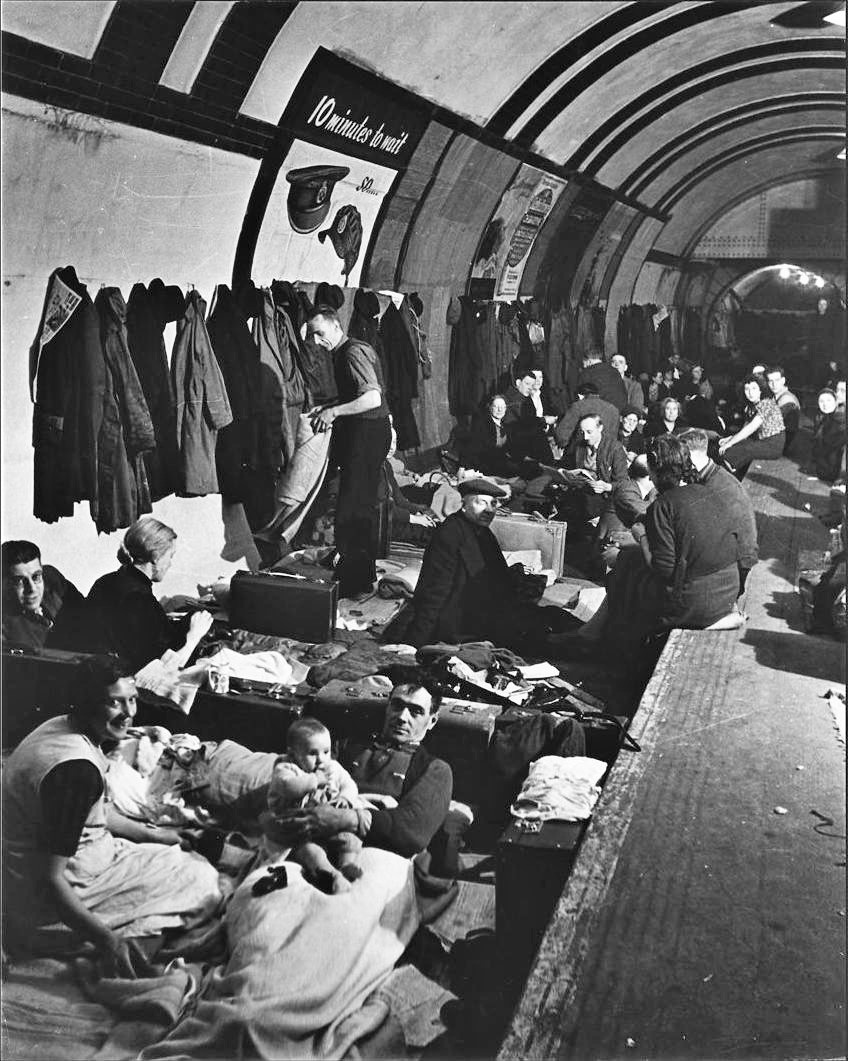
Одна зі станцій Лондонського метрополітену, яку використовували як бомбосховище.

Бомбосхо́вище — захисна споруда, об'єкт цивільної оборони, служить для захисту людей від авіабомб і артилерійських снарядів, уламків зруйнованих будівель і згубної дії отруйних газів.

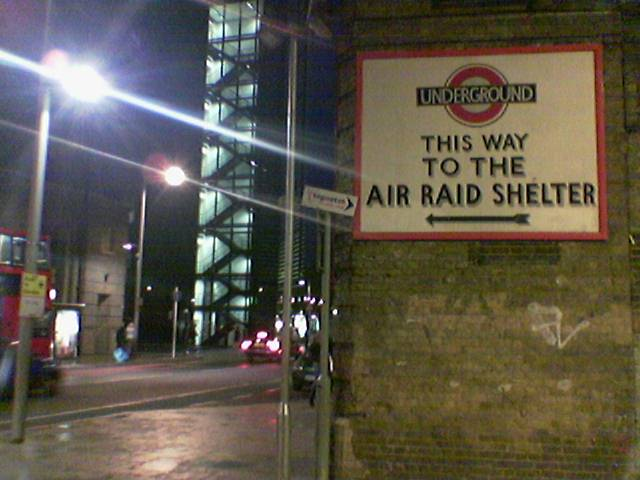
Розмітка, що вказує де є бомбосховище. Лондон.

За останньою ознакою є прямим спадкоємцем сховищ від газової атаки, що будувалися в 1920-ті — першій половині 1930-х років. Будувалися з 1930-х по 1940-ві роки і згодом багато перепрофілювалися під сховища від ядерної зброї.
Бомбосховища були широко поширені в період Другої світової війни. Окрім спеціально побудованих бомбосховищ та пристосованих під захисну споруду підвалів, в деяких великих містах як бомбосховища використовували приміщення метрополітену.

## Класифікація
Довоєнна класифікація захисних споруд в СРСР:
- Бомбосховища I категорії: захист від усіх видів впливів засобів нападу з повітря, в тому числі від прямого попадання важких фугасних бомб. Зазвичай будуються з розрахунком на бомби 100–250 кг;
- Бомбосховища II категорії — огороджувальні від ударної хвилі, осколкової і отруйної дії, обвалення будівель, пожеж; не розраховане на пряме попадання бомби;
- Сховища хімічного захисту, в тому числі протигазові (захисні) кімнати і хімпалатки.

## Бомбосховища у світі

### Бомбосховища в Ізраїлі

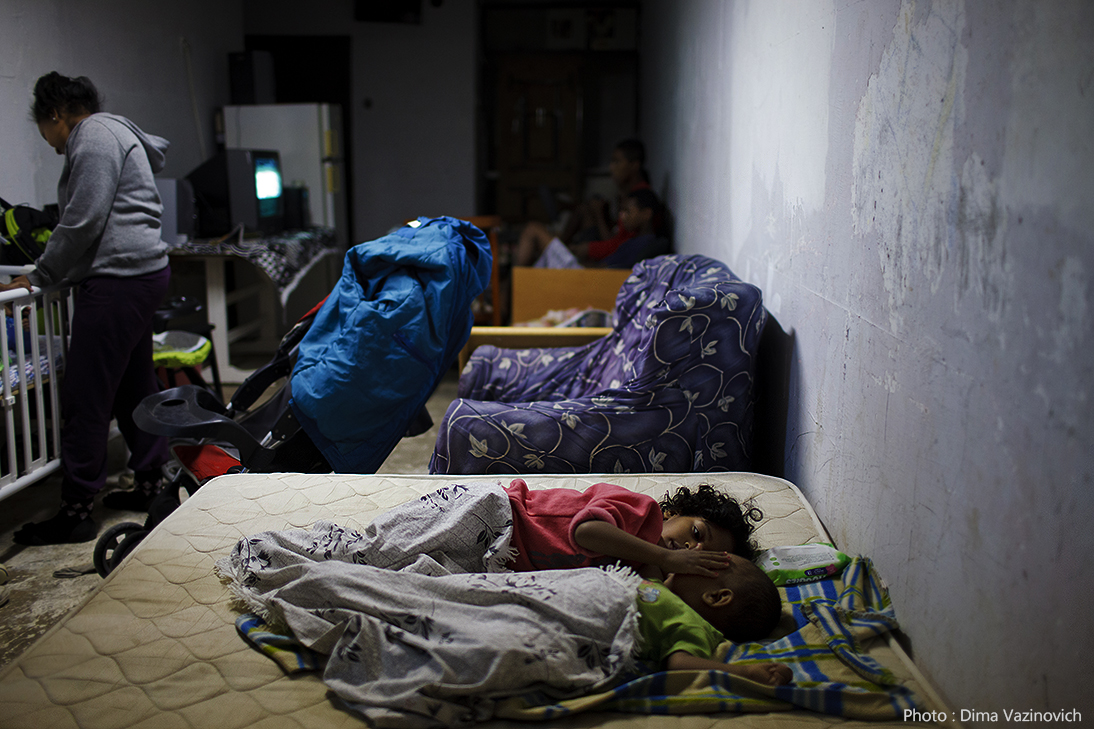
В середині бомбосховища, Ізраїль 2012

Ізраїль вимагає з 1951 року, щоб усі будівлі мали бомбосховище. Вся медична та освітня інфраструктура в країні підготовлена для хімічної, біологічної, радіологічної та ядерної небезпек.
Наприклад, кожна хірургічна кімната побудована так, щоб витримати пряме влучання ракети.[прояснити: ком.]
Деякі сховища побудовані за принципом сховища закритого циклу та здатні очищати повітря від хімічного забруднення протягом короткого часу. Всі приватні та державні сховища повинні мати системи фільтрації повітря. Цивільні бомбосховища переважно також обладнанні всім для того, щоб їх використовували як ігрові кімнати в мирний час, тому діти відчувають себе комфортно в будь-який час коли перебувають там та не лякаються, коли відбуваються якісь бойові дії.

### Бомбосховища в Україні

#### Моніторинг доступності та якості бомбосховищ
У листопаді 2022 року Група громадського моніторингу ОЗОН запустила першу національну кампанію моніторингу укриттів, яка тривала до квітня 2023 року.
Перевіряли доступність та базову якість укриттів щоб зафіксувати поточний стан споруд цивільного захисту та допомогти державі й органам місцевого самоврядування забезпечити рівний доступ до укриттів для всіх громадян України. Кампанія відбулась у 8 містах: Київ, Львів, Одеса (та місто Роздільна в Одеській області), Черкаси, Миколаїв, Суми та Запоріжжя; та охопила більше 130 активних громадян, яким не байдужа ситуація з укриттями у їхньому місці. З вересня по грудень 2023 року відбулася друга хвиля оцінювання.
У всіх містах різний відсоток укриттів, які вдалося знайти за адресами, відміченими на мапі укриттів, але він у жодному з міст не вищий за 89%. З даних чітко видно, що залежно від міста 11–34% укриттів фактично неможливо знайти та ідентифікувати як такі.

Миколаїв визнали одним із найгірших обласних центрів за доступністю укриттів. Лише 7% із досліджених бомбосховищ там були відкритими. У відносно безпечніших Черкасах та Львові відсоток відкритих укриттів сягав 41% та 25%, в Одесі — 77%. 

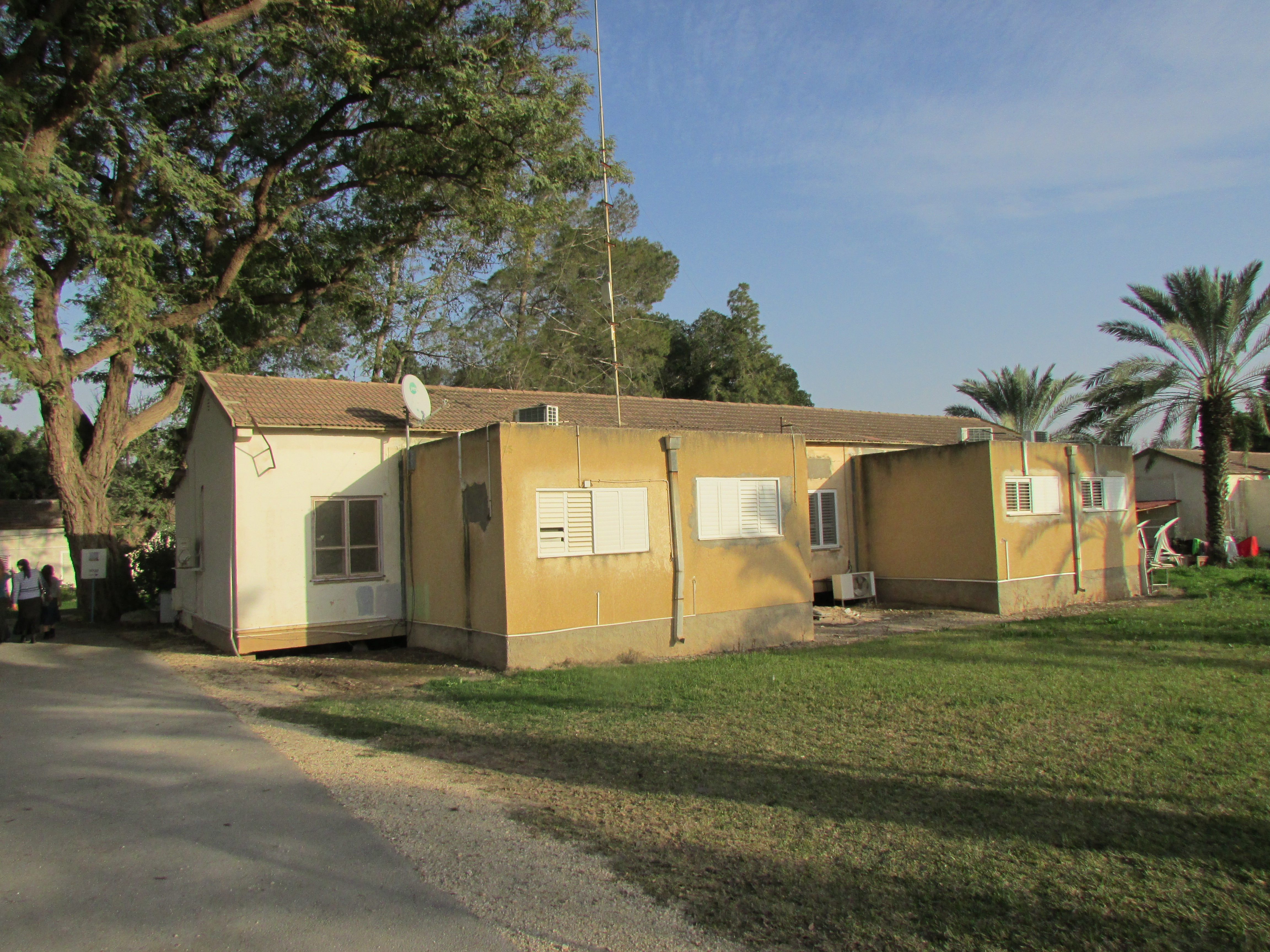
Ізраїльський будинок з додатковим укріпленням

## Галерея

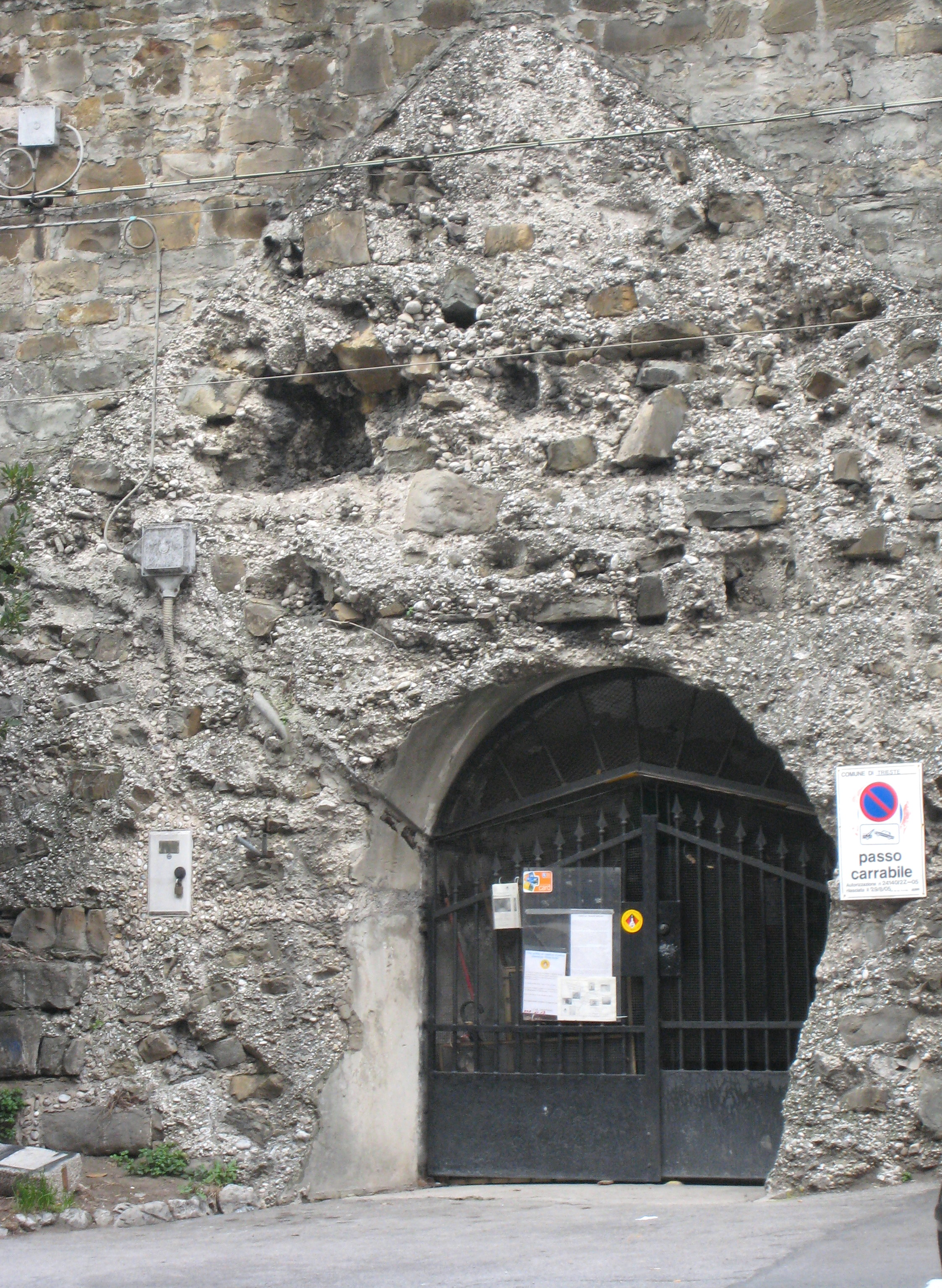
бункер Маленький Берлін
(Нім.Kleines Berlin)

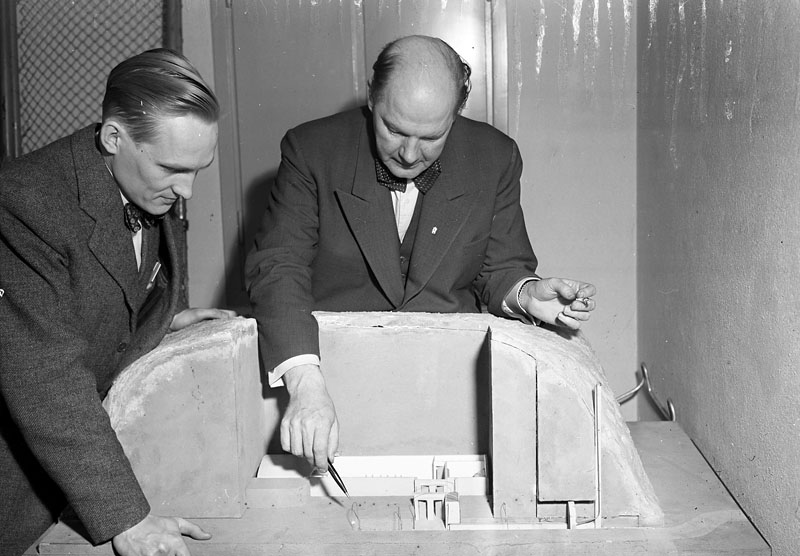
Двоє інженерів вивчають макет нового укриття, 1950 рік.

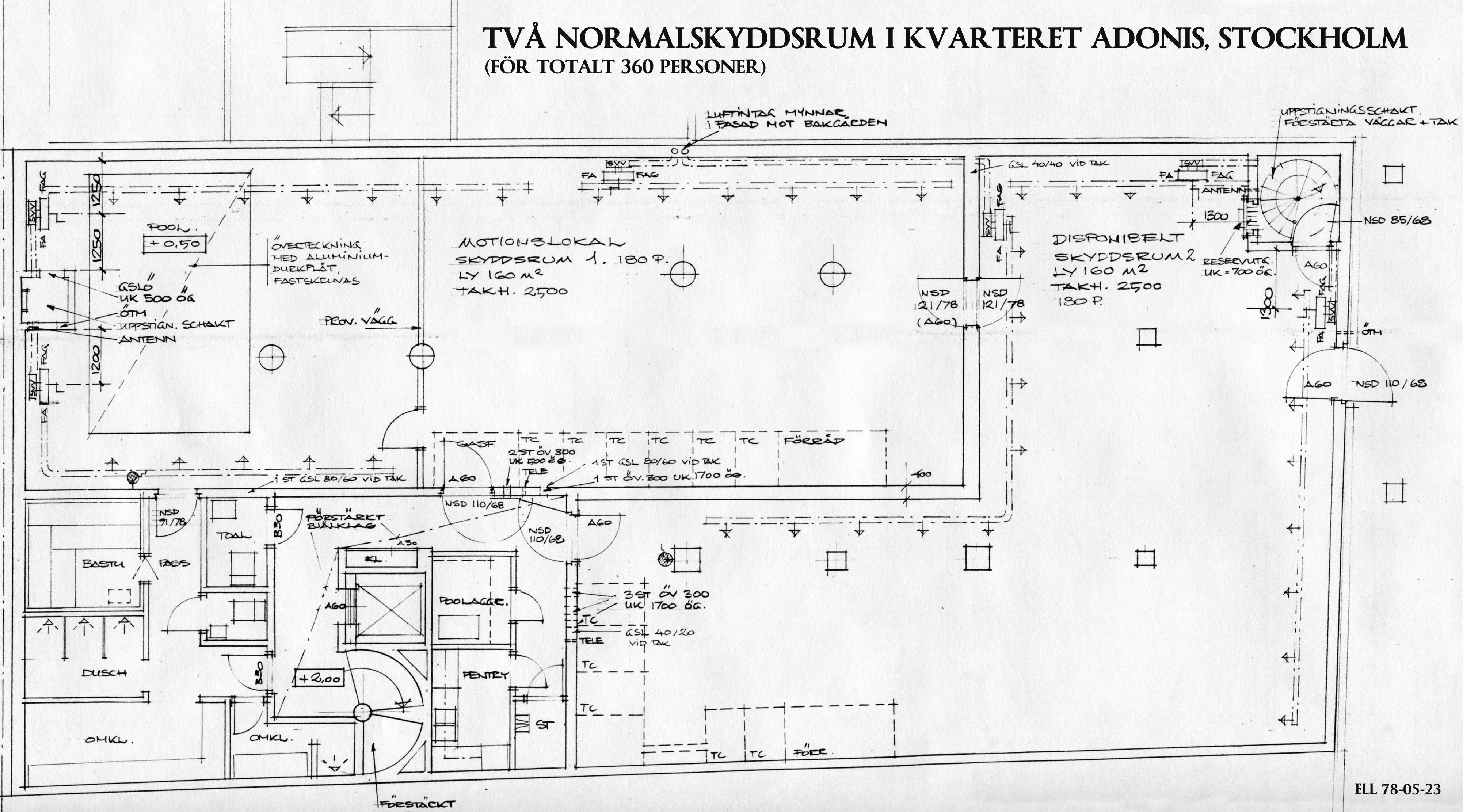
Шведський план укриття розрахований на 360 осіб, 1978 рік.

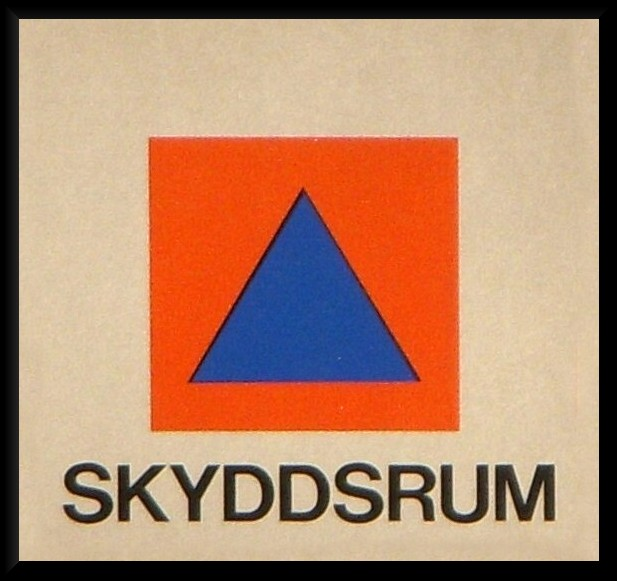
Знак сховища

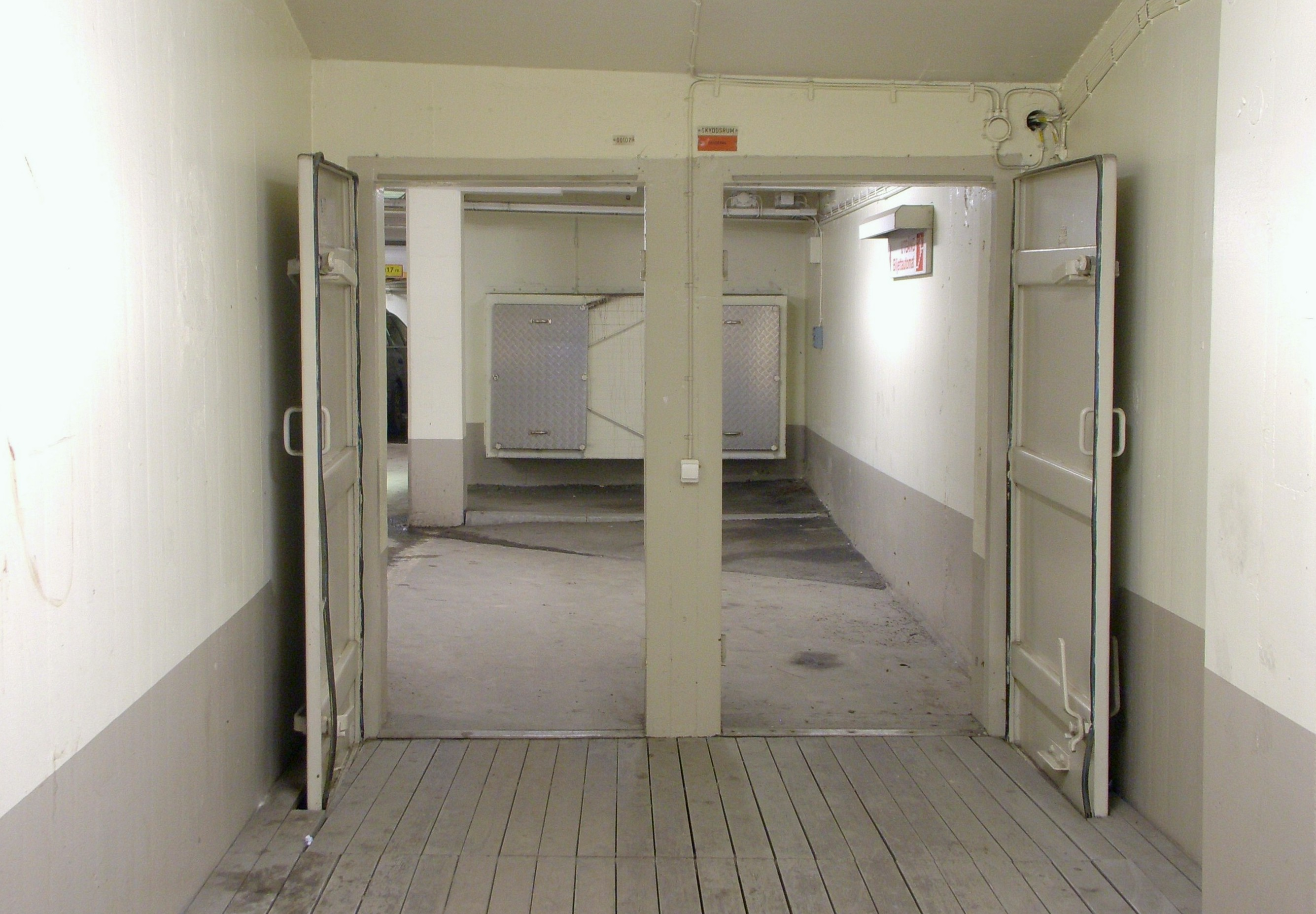
Вхід до одного із сховищ Стокгольм, 2012.

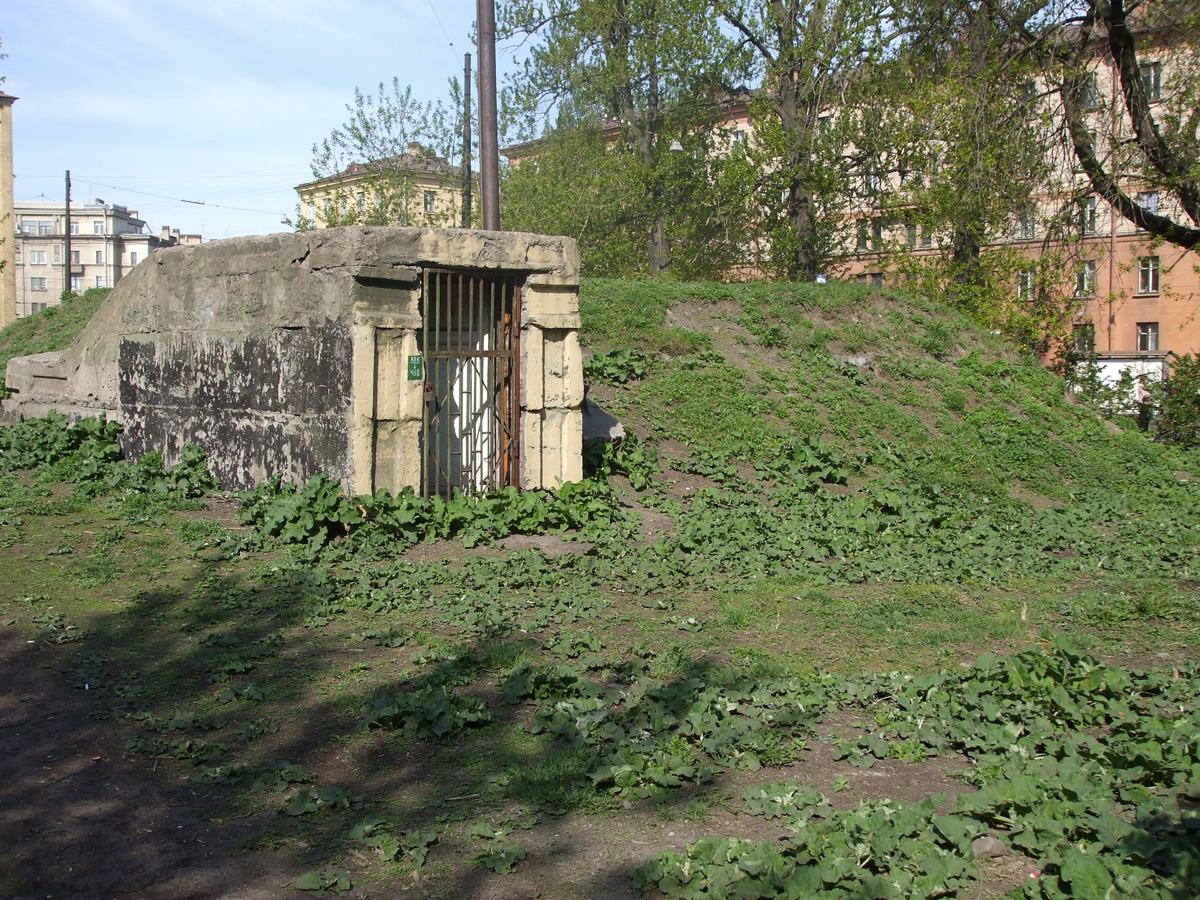
Санкт-Петербург, бомбосховище другої половини ХХ ст.

Укриття-сховище одного з навчальних закладів Києва. Фото 2024 року

## Список приміток
1. ↑  In the bomb shelter: The brighter side of war. Broad Street Review. Архів оригіналу за 8 липня 2011. Процитовано 24 червня 2010. [Архівовано 2011-07-08 у Wayback Machine.]
2. ↑  Home front command,תקנות מוסדות בריאות ,2010, p4 section 280 subsection ב [недоступне посилання з 01.03.2014]
3. ↑  Home front command,תקנות מוסדות בריאות ,2010,[недоступне посилання з 01.03.2014]
4. ↑  Shelters in educational institutions (PDF). Israeli government. Архів оригіналу (PDF) за 18 січня 2017. Процитовано 17 січня 2017.
5. ↑  Home front command,תקנות למוסדות חינוך,2010, [недоступне посилання з 01.05.2016]
6. ↑  Друга Національна кампанія моніторингу укриттів: звіт за результатами моніторингу доступності та базової якості (PDF). 6 травня 2024.
7. ↑  Миколаїв визнали одним із найгірших обласних центрів за доступністю укриттів. О, Море.Сity (укр.). Процитовано 6 травня 2024.